# Первак Ксенія Юріївна
Первак Ксенія Юріївна (нар. 27 травня 1991) — колишня російська тенісистка.
Найвищу одиночну позицію світового рейтингу — 37 місце досягла 19 вересня 2011, парну — 123 місце — 30 січня 2012 року.
Здобула 1 одиночний та 3 парні титули.
Найвищим досягненням на турнірах Великого шолома було 4 коло в одиночному розряді.
Завершила кар'єру 2015 року.

## Фінали турнірів WTA

### Одиночний розряд: 2 (1–1)
| Легенда                 |
| ----------------------- |
| Турніри Великого шолома |
| Premier M & Premier 5   |
| Premier                 |
| International           |

| Фінали за покриттям |
| ------------------- |
| Тверде (1–1)        |
| Трава (0–0)         |
| Ґрунт (0–0)         |
| Килим (0–0)         |

| Результат | W–L | Дата | Турнір                    | Рівень        | Покриття | Суперниця       | Рахунок  |
| --------- | --- | ---- | ------------------------- | ------------- | -------- | --------------- | -------- |
| Поразка   | 0–1 | 2011 | Baku Cup, Азербайджан     | International | Тверде   | Віра Звонарьова | 1–6, 4–6 |
| Перемога  | 1–1 | 2011 | Tashkent Open, Узбекистан | International | Тверде   | Ева Бірнерова   | 6–3, 6–1 |

### Парний розряд: 1 (runner–up)
| Легенда                 |
| ----------------------- |
| Турніри Великого шолома |
| Premier M & Premier 5   |
| Premier                 |
| International           |

| Фінали за покриттям |
| ------------------- |
| Тверде (0–1)        |
| Ґрунт (0–0)         |
| Трава (0–0)         |
| Килим (0–0)         |

| Результат | W–L | Дата | Турнір                        | Рівень        | Покриття | Партнерка       | Суперниці                          | Рахунок  |
| --------- | --- | ---- | ----------------------------- | ------------- | -------- | --------------- | ---------------------------------- | -------- |
| Поразка   | 0–1 | 2010 | Pattaya Women's Open, Таїланд | International | Тверде   | Анна Чакветадзе | Марина Еракович Тамарін Танасугарн | 5–7, 1–6 |

## Фінали ITF

### Одиночний розряд: 17 (9–8)
| Легенда          |
| ---------------- |
| турніри $100,000 |
| турніри $50,000  |
| турніри $25,000  |
| турніри $10,000  |

| Фінали за покриттям |
| ------------------- |
| Тверде (4–2)        |
| Ґрунт (5–5)         |
| Трава (0–0)         |
| Килим (0–1)         |

| Результат | W–L | Дата     | Турнір                      | Рівень  | Покриття   | Суперниця               | Рахунок       |
| --------- | --- | -------- | --------------------------- | ------- | ---------- | ----------------------- | ------------- |
| Перемога  | 1–0 | Вер 2007 | ITF Батумі, Грузія          | 25,000  | Тверде     | Корінна Дентоні         | 6–4, 6–3      |
| Поразка   | 1–1 | Тра 2008 | ITF Москва, Росія           | 25,000  | Ґрунт      | Ніна Братчикова         | 6–3, 1–6, 5–7 |
| Перемога  | 2–1 | Сер 2008 | ITF Пенза, Росія            | 50,000  | Ґрунт      | Сопія Шапатава          | 6–4, 6–1      |
| Перемога  | 3–1 | Сер 2008 | ITF Москва, Росія           | 25,000  | Ґрунт      | Олена Куликова          | 3–6, 6–3, 6–1 |
| Поразка   | 3–2 | Вер 2008 | ITF Русе, Болгарія          | 25,000  | Ґрунт      | Ленка Вєнерова          | 4–6, 4–6      |
| Поразка   | 3–3 | Жов 2008 | ITF Подольськ, Росія        | 50,000  | Килим (i)  | Аліса Клейбанова        | 6–7(5), 0–6   |
| Перемога  | 4–3 | Сер 2009 | ITF Москва, Росія           | 25,000  | Ґрунт      | Катерина Лопес          | 4–6, 6–4, 6–2 |
| Перемога  | 5–3 | Сер 2009 | ITF Москва, Росія           | 25,000  | Ґрунт      | Катерина Іванова        | 6–0, 6–2      |
| Поразка   | 5–4 | Сер 2009 | ITF Катовиці, Польща        | 25,000  | Ґрунт      | Каміла Джорджі          | 2–6, 3–6      |
| Поразка   | 5–5 | Вер 2009 | ITF Денен, Франція          | 50,000  | Ґрунт      | Стефані Коен-Алоро      | 3–6, 4–6      |
| Перемога  | 6–5 | Вер 2009 | ITF Гельсінкі, Фінляндія    | 25,000  | Тверде (i) | Стефані Форец           | 6–4, 6–2      |
| Перемога  | 7–5 | Чер 2010 | ITF Торунь, Польща          | 25,000  | Ґрунт      | Магда Лінетт            | 6–4, 6–1      |
| Поразка   | 7–6 | Чер 2011 | ITF Злін, Чехія             | 50,000  | Ґрунт      | Патріція Майр-Ахлайтнер | 1–6, 0–6      |
| Перемога  | 8–6 | Жов 2013 | ITF Стамбул, Туреччина      | 25,000  | Тверде (i) | Ангеліна Калініна       | 6–0, 7–5      |
| Перемога  | 9–6 | Лис 2013 | ITF Стамбул, Туреччина      | 50,000  | Тверде (i) | Ева Бірнерова           | 6–4, 7–6(4)   |
| Поразка   | 9–7 | Лют 2014 | Dow Midland Classic, США    | 100,000 | Тверде (i) | Гезер Вотсон            | 4–6, 0–6      |
| Поразка   | 9–8 | Лип 2015 | Кубок президента, Казахстан | 25,000  | Тверде     | Натела Дзаламідзе       | 6–6 ret.      |

### Парний розряд: 4 (3–1)
| Легенда         |
| --------------- |
| турніри $75,000 |
| турніри $50,000 |
| турніри $25,000 |
| турніри $10,000 |

| Фінали за покриттям |
| ------------------- |
| Тверде (0–0)        |
| Ґрунт (1–1)         |
| Трава (0–0)         |
| Килим (2–0)         |

| Результат | Ранг | Дата             | Турнір                     | Покриття  | Партнерка         | Суперниці                       | Рахунок             |
| --------- | ---- | ---------------- | -------------------------- | --------- | ----------------- | ------------------------------- | ------------------- |
| Перемога  | 1.   | 8 вересня 2008   | ITF Русе, Болгарія         | Ґрунт     | Олександра Панова | Віталія Дяченко Євгенія Пашкова | 6–2, 6–7(5), [10–5] |
| Перемога  | 2.   | 3 листопада 2008 | ITF Ісманінг, Німеччина    | Килим (i) | Оксана Любцова    | Юлія Гергес Лаура Зігемунд      | 6–2, 4–6, [10–7]    |
| Перемога  | 3.   | 30 березня 2010  | ITF Ханти-Мансійськ, Росія | Килим (i) | Олександра Панова | Людмила Кіченок Надія Кіченок   | 7–6(7), 2–6, [10–7] |
| Поразка   | 1.   | 31 травня 2010   | ITF Марибор, Словенія      | Ґрунт     | Олександра Панова | Андрея Клепач Тадея Маєрич      | 3–6, 6–7(6)         |

## Виступи у турнірах Великого шолома
| W | Ф | ПФ | ЧФ | #Р | КТ | К# | DNQ | A | NH |

### Одиночний розряд
| Турнір                                 | 2009 | 2010 | 2011 | 2012 | 2013 | 2014 | 2015 | 2016 | 2017 | W–L  |
| -------------------------------------- | ---- | ---- | ---- | ---- | ---- | ---- | ---- | ---- | ---- | ---- |
| Відкритий чемпіонат Австралії з тенісу | К1р  | К3р  | 1р   | 1р   | 2р   |      |      |      | К1р  | 1–3  |
| Відкритий чемпіонат Франції з тенісу   |      | 1р   | 1р   | 1р   |      | 1р   |      |      |      | 0–4  |
| Вімблдонський турнір                   |      | К2р  | 4р   | 1р   |      | К1р  |      |      |      | 3–2  |
| Відкритий чемпіонат США з тенісу       |      | 1р   | 1р   | 1р   | К3р  | 1р   | К1р  |      |      | 0–4  |
| В-П                                    | 0–0  | 0–2  | 3–4  | 0–4  | 1–1  | 0–2  | 0–0  | 0–0  | 0–0  | 4–13 |

### Парний розряд
| Турнір                                 | 2011 | 2012 | 2013 | W–L |
| -------------------------------------- | ---- | ---- | ---- | --- |
| Відкритий чемпіонат Австралії з тенісу |      | 1р   | 2р   | 1–2 |
| Відкритий чемпіонат Франції з тенісу   |      | 1р   |      | 0–1 |
| Вімблдонський турнір                   |      | 1р   |      | 0–1 |
| Відкритий чемпіонат США з тенісу       | 1р   |      |      | 0–1 |
| В-П                                    | 0–1  | 0–3  | 1–1  | 1–5 |

## Юніорські фінали турнірів Великого шолома

### Одиночний розряд: 1 (1 перемога)
| Результат | Рік  | Турнір                        | Покриття | Суперниця   | Рахунок  |
| --------- | ---- | ----------------------------- | -------- | ----------- | -------- |
| Перемога  | 2009 | Відкритий чемпіонат Австралії | Тверде   | Лора Робсон | 6–3, 6–1 |